# K. Bapaiah
K. Bapaiah (Telugu: కె. బాపయ్య) ist ein indischer Regisseur des Telugu- und des Hindi-Films.
Bapaiah begann Mitte der 1960er Jahre als Filmeditor bei den Studios der Produktionsgesellschaft Vijaya Pictures. Er wurde Regieassistent und hatte 1970 sein Debüt als Hauptregisseur des Films Drohi. In den 1980er Jahren verlegte er sich auf Low-Budget-Hindi-Remakes von erfolgreichen Telugu-Filmen. Star dieser Filme war häufig Jeetendra – Mawaali (1983) und Himmat Aur Mehnat (1987), aber auch Mithun Chakraborty wie in den Vendetta-Thrillern Ghar Ek Mandir (1984) und Waqt Ki Awaaz (1988). Bapaiahs letzte Regiearbeit stammt aus dem Jahr 1995. Er ist ein Neffe des Regisseurs K. S. Prakash Rao.